# Мортимор, Малкольм
Малкольм Пол Мортимор (англ. Malcolm Paul Mortimore; род. 16 июня 1953, Уимблдон, Лондон, Англия) — барабанщик и перкуссионист, игравший с Артуром Брауном, Иэном Дьюри, Херби Флауэрсом, Gentle Giant, Спайком Хитли, Томом Джонсом, Дж. Т. Муром, Миком и Крисом Джаггерами, Оливером Джонсом и Барни Кесселом, Фрэнки Миллером, Крисом Спеддинг, Троем Тейт.
В 2000-х годах Мортимор регулярно гастролировал с группами Tree Friends, US (Дерек Остин, Херби Флауэрс, Крис Спеддинг) и коллективом «Аточа Криса Джаггера».
С 2020 года Мортимор играет в группе Colosseum.